# 法比奥·达·席尔瓦
法比奥·达·席尔瓦（葡萄牙語：Fábio Pereira da Silva，1990年7月9日—），是一名巴西足球运动员，司职左后卫。在2014年冬季轉會窗由英超球會曼聯被放售至卡迪夫城。現效力於巴西足球甲級聯賽球會甘美奧。他的双胞胎弟弟拉斐尔也是足球员。

## 球員生涯

### 富明尼斯
法比奥與孪生兄弟拉斐尔於11歲時已被巴西球會富明尼斯招攬開始其足球訓練。

### 曼聯
2005年夏季，法比奥與拉斐尔跟隨富明尼斯到香港參加青年足球比賽時，被曼聯足球學院的主管Les Kershaw發現並即時通知領隊費格遜爵士。其後得到弗鲁米嫩塞同意曼聯安排兩兄弟到曼徹斯特試腳，之後曼聯與兩兄弟及弗鲁米嫩塞達成協議待兩兄弟滿18歲就加盟曼聯。
2008年7月刚刚年满18岁时与孪生兄弟拉斐尔一起加盟曼联。2008年8月4日，他第一次身穿曼联球衣在对彼得伯勒联的热身赛中场替补出场。此后拉斐尔获得了大量的出场机会，而法比奥则因为在训练中肩部脱臼，直到2009年1月24日足总杯对托特纳姆热刺的比赛中才第一次参加正式比赛。

### 昆士柏流浪 (借用)
由於法比奥傷患較多及其踢法位置暫未能挑戰艾夫拿爭取長期正選位置，故曼聯領隊費格遜爵士於2012年4月通知法比奥於2012/13球季會安排外借增加比賽經驗。之後報章傳出葡超士砵亭及賓菲加有興趣借用，至2012年7月2日曼聯宣佈法比奥於2012/13球季由英超昆士柏流浪借用。

## 國家隊生涯
法比奥是韩国U-17世界杯时巴西队的队长和最佳射手。

## 榮譽

### 球會
曼聯
- 英格蘭足球超級聯賽冠軍 (1) : 2010-11年；
- 英格蘭社區盾 冠軍（1）：2010年；

## 外部連結
- 90后妖人-法比奥